# Ǎ
Az Ǎ (kisbetűs alakja ǎ) a latin írásrendszer egy betűje. Ez egy A-ból áll, amelynek tetején egy hacsek található. Többek között az awing, bakaka, bangolan nyelvekben használatos.
Nem tévesztendő össze az Ă betűvel.

## Ábrázolás
|         | Ǎ        | ǎ        |
| ------- | -------- | -------- |
| Unicode | U+01CD   | U+01CE   |
| TeX     | \v A     | \v a     |
| HTML    | &#x01CD; | &#x01CE; |

## Fordítás
- Ez a szócikk részben vagy egészben  a(z)   Ǎ című német Wikipédia-szócikk fordításán alapul.  Az eredeti cikk szerkesztőit annak laptörténete sorolja fel. Ez a jelzés csupán a megfogalmazás eredetét és a szerzői jogokat jelzi, nem szolgál a cikkben szereplő információk forrásmegjelöléseként.